# Bataver

Das römische Gallien und rechtsrheinische Germanien um das Jahr 70 n. Chr.

Die Bataver (Aussprache: [ˈbaːtavɐ] oder [baˈtaːvɐ]; lateinisch Batavi, veraltet auch Batavier) waren ein westgermanischer Volksstamm. Aufgrund einer stammesinternen Fehde trennten sie sich von den Chatten und siedelten sich um etwa 50 v. Chr. an der Rheinmündung in der römischen Provinz Gallia Belgica an. Im Jahre 12 v. Chr. wurden sie von den Römern unter Drusus unterworfen und galten von da an als treue Bundesgenossen, mit einer Ausnahme: der Bataveraufstand unter Iulius Civilis im Jahre 69 n. Chr. In diesem Zusammenhang gelang den Germanen erstmals die Eroberung eines römischen Legionslagers (Vetera bei Xanten). Erst nach dem Aufstand von 69/70 n. Chr. erfolgte die Einrichtung einer civitas Batavorum, die in der Nachfolge des oppidum Batavodurum seit Trajan der römische Militärstützpunkt Ulpia Noviomagus Batavorum (das heutige Nijmegen) war. Im 4. Jahrhundert gingen die inzwischen romanisierten Bataver in den Franken auf.

## Name
Nach Günter Neumann biete die Stelle bei Cassius Dio (Römische Geschichte 55, 24) einen guten und durchsichtigen Ansatz für die Etymologie und Bedeutung des Ethnonyms der Bataver. Dio betont hierin die besondere Eigenschaft der Bataver als hervorragende Reiter. Im Kontext seiner Schilderung über die Lage und Gliederung der Legionen macht die Bemerkung dieser Charakteristik der Bataver und die generelle Stellung germanischer Kontingente in den römischen Auxiliar-Einheiten (Hilfstruppen) verständlich.

«ξένοι τε ἱππεῖς ἐπίλεϰτοι, οἷς τὸ τῶν Βαταούων ὄνομα, ὅτι δὴ ϰράτιστοι ἱππεύειν εἰσὶ, ϰεῖται.»

„[…] fremde auserlesene Reiter, die den Namen Bataver führten, weil sie die tüchtigsten Reiter waren.“

Tacitus (Germania 29,1) bemerkte ihre besondere Tapferkeit, die sie gegenüber anderen Stämmen der Region auszeichnete (Omnium harum gentium virtute praecipui Batavi).
Neumann sieht daher mit Rudolf Much in Batavi einen Wortstamm aus germanisch *bata- wie er beispielsweise in gotisch batiza für „besser“ oder in bōta = „Nutzen“ vorliegt (siehe auch Batimodus oder vergleiche Ndl. baat „Nutzen, Gewinn, Vorteil“). Nach Neumann und Much könnte das kurze a der Mittelsilbe (nach den Wiedergaben der lateinischen Vorlagen) den germanischen Lautstand richtig wiedergeben, sodass im Bataver-Namen ein Nominativ Plural germanisch *batawiz (siehe Chamaver) vorliegen kann, abgeleitet vom Adjektiv *batu- für „gut“, beziehungsweise von batizan = „besser“. Das Suffix wäre in Vollstufe bewahrt und zeigt einen archaischen ablautenden Deklinationstypus.

## Bataverhelm

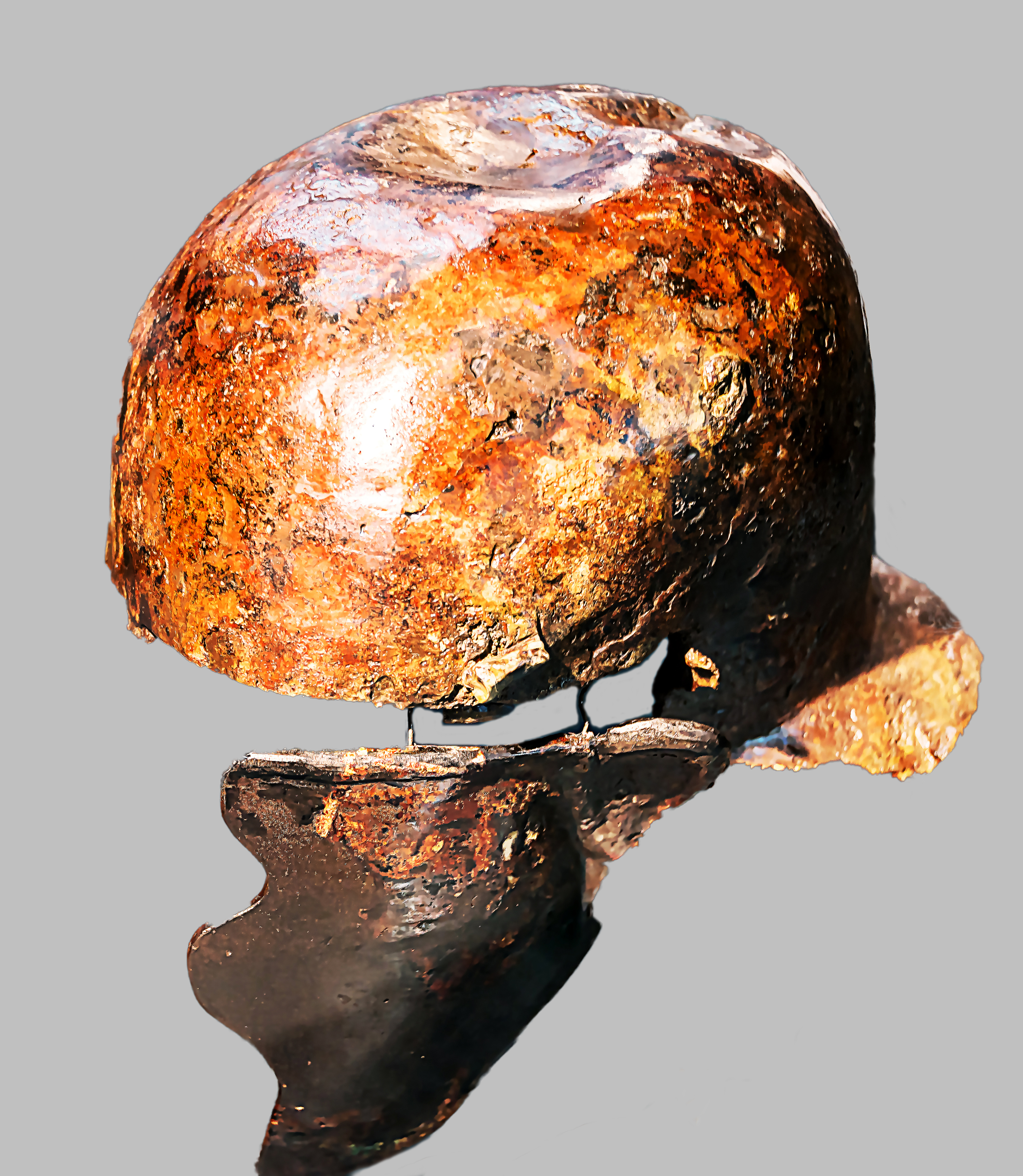
Fragmente eines Reiterhelms aus Eisen. Der Bataverhelm stammt aus dem frühen 1. Jahrhundert und wurde bei Xanten ausgegraben

Die Krieger der Bataver, auch als Reiter-Legionäre in römischen Diensten, trugen spezielle Helme, von denen bisher nur wenige am Niederrhein im Gebiet zwischen Nijmegen und Xanten gefunden wurden. Er bestand aus Eisen und hatte einen dichten geflochtenen Besatz aus Pferdehaar, der mit Pechkleber befestigt war. Außerdem besaß er ein Visier, innen aus Eisen, außen aus Silber, das das Gesicht vollständig bedeckte. Ein solcher Helm wurde 2008 im Museum Het Valkhof in Nijmegen mit Hilfe von Kollegen aus Bonn und Mannheim rekonstruiert. Dabei entdeckte man auch die Zusammensetzung des Klebers, der Eisen- und Silberschicht verband: Baumteer, Bitumen und Rindertalg. 69 n. Chr., nach dem Aufstand der Bataver, verschwand dieser Helmtyp. Er tauchte erst hundert Jahre später als Metallnachbildung im gesamten Römischen Heer wieder auf. Die geflochtenen Zöpfe wurden nun in Metall getrieben. Das rekonstruierte Exemplar wird im Römermuseum Xanten dauerausgestellt.

## Rezeption
Unter niederländischen Humanisten war der Mythos verbreitet, die Batavier seien nicht unterworfen, sondern freie Verbündete der Römer gewesen. Als Beleg diente vor allem eine angeblich um 1500 bei Zoeterwoude gefundene Inschrift “Gens Batavorum amici et fratres Romani Imperii” (deutsch: „Volk der Batavier, Freunde und Brüder des Römischen Reiches“). Arnoldus Buchelius (1565–1641) beurteilte diese Inschrift als Fälschung und schloss aus römischen Legionsstempeln und Münzen, die er zusammen mit Johannes de Witt (1565–1622) in der Umgebung von Utrecht gefunden hatte, dass die Nordgrenze des Römischen Reiches entlang der römischen Militärlager Arenacum – Vada (von Buchelius mit Wageningen identifiziert) – Grinnes – Batavodorum am Rhein verlief.
Batavia ist eine im humanistischen Latein gängige Bezeichnung für die Niederlande. Während der niederländischen Kolonialzeit hieß die heutige Hauptstadt Indonesiens, Jakarta, ebenfalls Batavia.
Der 1795 durch Revolutionsexport errichtete Nachfolgestaat der Republik der Vereinigten Niederlande nannte sich Batavische Republik.
Die am „nassen Teil“ des rätischen Limes im 1. Jahrhundert stationierte Bataver-Cohorte gilt heute als Namensgeberin für die Stadt Passau.

## Römische Auxiliareinheiten
In der frühen Kaiserzeit wurden die folgenden Auxiliareinheiten auf dem Gebiet der Bataver rekrutiert:
- Ala I Batavorum
- Cohors I Batavorum (Pannonia)
- Cohors I Batavorum (Britannia)
- Cohors I Batavorum milliaria
- Cohors II Batavorum
- Cohors III Batavorum
- Cohors IX Batavorum